# Kyra Phillips
Kyra Phillips (Jacksonville, 8 de agosto de 1968) é uma jornalista estadunidense. Ela trabalhou durante treze anos na CNN. Em 2018, mudou-se para rede ABC News.

## Prêmios e indicações
Em 1997, Phillips foi nomeada Repórter do Ano pela Associated Press. Ela também ganhou quatro Emmy Award.